# Bonderose
Bonderosen (Paeonia officinalis) er den oprindelige europæiske pæon. I naturen er bonderosen enkel og gerne magenta-farvet, men haveejerne kender den mest i den fyldte mørkerøde form (Rubra plena).

## Beskrivelse
Bonderosen blomstrer i Danmark omkring slutningen af maj/starten af juni. Den er karakteriseret ved de kraftige blade og de store blomster, der dog har svært ved at løfte sig over bladværket, og generelt kræver opbinding.
| Portal | Portal:Botanik |

| Botanik | Spire Denne botanikartikel er en spire som bør udbygges. Du er velkommen til at hjælpe Wikipedia ved at udvide den. |